# The Beyoncé Experience
Tournées par Beyoncé Knowles
Verizon Ladies First Tour
(2004) I Am… Tour
(2009-10)
The Beyoncé Experience est la troisième tournée mondiale de la chanteuse Beyoncé, en support de son second album B'Day. La tournée a récolté 90 millions de dollars.

## Setlist
1. (Królowa Bee Fanfara intro)
2. Crazy in Love / Crazy
3. Freakum Dress
4. Green Light / Costume change Band jam
5. Baby Boy / Murder She Wrote
6. Beautiful Liar
7. Naughty Girl
8. Me, Myself and I / Costume change (Bumble Bee intro)
9. (Dangerously Intro) → Dangerously in Love 2 / He Loves Me
10. Flaws and All / Costume change (Pink Panther Intro)
11. Destiny's Child Medley: Independent Women Part I / Bootylicious / No No No Part 2 / Bug a Boo / Bills, Bills, Bills / Cater 2 U / Say My Name / Jumpin', Jumpin' / Soldier / Survivor
12. Speechless / Costume change (Cell Block Tango intro)
13. Ring the Alarm
14. Suga Mama
15. Upgrade U
16. '03 Bonnie & Clyde (Prince remix)
17. Check on It (Spécial tour)
18. Déjà vu / Costume change
19. Get Me Bodied / Costume change Welcome to Hollywood
20. Diamonds Are a Girl's Best Friends/Dreamgirls
21. Listen
22. Irreplaceable

## Dates des concerts
| Date               | Ville               | Pays           | Lieu                             | Affluence       | Revenu Brut |
| Asie               | Asie                | Asie           | Asie                             |                 |             |
| ------------------ | ------------------- | -------------- | -------------------------------- | --------------- | ----------- |
| 10 avril 2007      | Tokyo               | Japon          | Tokyo Dome                       |                 |             |
| 11 avril 2007      | Osaka               | Japon          | Osaka-jō Hall                    |                 |             |
| 12 avril 2007      | Osaka               | Japon          | Osaka-jō Hall                    |                 |             |
| 14 avril 2007      | Nagoya              | Japon          | Aichi Prefectural Gymnasium      |                 |             |
| Australie          |                     |                |                                  |                 |             |
| 21 avril 2007      | Sydney              | Australie      | Acer Arena                       | 13,476 / 13,476 | $1,230,623  |
| 22 avril 2007      | Brisbane            | Australie      | Brisbane Entertainment Centre    | 8,849 / 9,227   | $844,496    |
| 24 avril 2007      | Adélaïde            | Australie      | Adelaide Entertainment Centre    |                 |             |
| 25 avril 2007      | Melbourne           | Australie      | Rod Laver Arena                  |                 |             |
| 26 avril 2007      | Sydney              | Australie      | Sydney Entertainment Centre      |                 |             |
| Europe             |                     |                |                                  |                 |             |
| 30 avril 2007      | Francfort           | Allemagne      | Festhalle Frankfurt              |                 |             |
| 1er mai 2007       | Stuttgart           | Allemagne      | Hanns-Martin-Schleyer-Halle      |                 |             |
| 3 mai 2007         | Stockholm           | Suède          | Stockholm Globe Arena            |                 |             |
| 4 mai 2007         | Hamar               | Norvège        | Hamar Olympic Hall               |                 |             |
| 5 mai 2007         | Aalborg             | Danemark       | Gigantium                        |                 |             |
| 7 mai 2007         | Munich              | Allemagne      | Olympiahalle                     |                 |             |
| 8 mai 2007         | Vienne              | Autriche       | Wiener Stadthalle                |                 |             |
| 9 mai 2007         | Zurich              | Suisse         | Hallenstadion                    |                 |             |
| 10 mai 2007        | Milan               | Italie         | Mediolanum Forum                 |                 |             |
| 12 mai 2007        | Bielefeld           | Allemagne      | Seidensticker Halle (de)         |                 |             |
| 13 mai 2007        | Berlin              | Allemagne      | Max-Schmeling-Halle              |                 |             |
| 14 mai 2007        | Hambourg            | Allemagne      | Color Line Arena                 |                 |             |
| 16 mai 2007        | Paris               | France         | Palais omnisports de Paris-Bercy |                 |             |
| 17 mai 2007        | Oberhausen          | Allemagne      | König Pilsener Arena             |                 |             |
| 18 mai 2007        | Rotterdam           | Pays-Bas       | Ahoy Rotterdam                   |                 |             |
| 19 mai 2007        | Anvers              | Belgique       | Sportpaleis                      |                 |             |
| 24 mai 2007        | Lisbonne            | Portugal       | Pavilhão Atlântico               |                 |             |
| 26 mai 2007        | Madrid              | Espagne        | Palacio de Deportes              |                 |             |
| 27 mai 2007        | Barcelone           | Espagne        | Palau Sant Jordi                 |                 |             |
| 29 mai 2007        | Marseille           | France         | Le Dôme de Marseille             |                 |             |
| 30 mai 2007        | Lyon                | France         | Halle Tony-Garnier               |                 |             |
| 1er juin 2007      | Birmingham          | Royaume-Uni    | LG Arena                         |                 |             |
| 2 juin 2007        | Londres             | Royaume-Uni    | Wembley Arena                    |                 |             |
| 3 juin 2007        | Londres             | Royaume-Uni    | Wembley Arena                    |                 |             |
| 5 juin 2007        | Cardiff             | Pays de Galles | Cardiff International Arena      |                 |             |
| 6 juin 2007        | Nottingham          | Royaume-Uni    | Trent FM Arena Nottingham        |                 |             |
| 7 juin 2007        | Manchester          | Royaume-Uni    | Manchester Evening News Arena    |                 |             |
| 9 juin 2007        | Dublin              | Irlande        | Point Theatre                    |                 |             |
| 10 juin 2007       | Dublin              | Irlande        | Point Theatre                    |                 |             |
| Amérique du Nord,  |                     |                |                                  |                 |             |
| 6 juillet 2007     | La Nouvelle-Orléans | États-Unis     | Louisiana Superdome              |                 |             |
| 7 juillet 2007     | Memphis             | États-Unis     | FedExForum                       |                 |             |
| 8 juillet 2007     | Saint-Louis         | États-Unis     | Scottrade Center                 |                 |             |
| 11 juillet 2007    | Monterrey           | Mexique        | Arena Monterrey                  |                 |             |
| 13 juillet 2007    | Dallas              | États-Unis     | American Airlines Center         |                 |             |
| 14 juillet 2007    | Houston             | États-Unis     | Toyota Center                    |                 |             |
| 15 juillet 2007    | San Antonio         | États-Unis     | AT&T Center                      |                 |             |
| 18 juillet 2007    | Nashville           | États-Unis     | Sommet Center                    |                 |             |
| 20 juillet 2007    | Atlanta             | États-Unis     | Philips Arena                    |                 |             |
| 21 juillet 2007    | Tampa               | États-Unis     | St. Pete Times Forum             |                 |             |
| 22 juillet 2007    | Sunrise (Floride)   | États-Unis     | BankAtlantic Center              |                 |             |
| 24 juillet 2007    | Orlando (Floride)   | États-Unis     | Amway Arena                      |                 |             |
| 27 juillet 2007    | Hampton             | États-Unis     | Hampton Coliseum                 |                 |             |
| 28 juillet 2007    | Raleigh             | États-Unis     | RBC Center                       |                 |             |
| 29 juillet 2007    | Charlotte           | États-Unis     | Charlotte Bobcats Arena          |                 |             |
| 31 juillet 2007    | Albany              | États-Unis     | Times Union Center               |                 |             |
| 1er août 2007      | Uncasville          | États-Unis     | Mohegan Sun Arena                |                 |             |
| 3 août 2007        | East Rutherford     | États-Unis     | Continental Airlines Arena       | 10,923 / 15,704 | $1,177,040  |
| 4 août 2007        | New York            | États-Unis     | Madison Square Garden            | 26,109 / 26,109 | $2,744,345  |
| 5 août 2007        | New York            | États-Unis     | Madison Square Garden            | 26,109 / 26,109 | $2,744,345  |
| 8 août 2007        | Baltimore           | États-Unis     | 1st Mariner Arena                |                 |             |
| 9 août 2007        | Washington          | États-Unis     | Verizon Center                   | 13,248 / 13,248 | $1,242,263  |
| 10 août 2007       | Philadelphie        | États-Unis     | Wachovia Center                  | 11,956 / 13,851 | $1,155,901  |
| 11 août 2007       | Atlantic City       | États-Unis     | Etess Arena                      |                 |             |
| 12 août 2007       | Boston              | États-Unis     | TD Banknorth Garden              |                 |             |
| 14 août 2007       | Montréal            | Canada         | Bell Centre                      |                 |             |
| 15 août 2007       | Toronto             | Canada         | Air Canada Centre                |                 |             |
| 17 août 2007       | Auburn Hills        | États-Unis     | The Palace of Auburn Hills       |                 |             |
| 18 août 2007       | Chicago             | États-Unis     | United Center                    | 11,682 / 14,961 | $1,051,165  |
| 19 août 2007       | Cleveland           | États-Unis     | Quicken Loans Arena              |                 |             |
| 22 août 2007       | Denver              | États-Unis     | Pepsi Center                     |                 |             |
| 24 août 2007       | Phoenix             | États-Unis     | US Airways Center                |                 |             |
| 25 août 2007       | Las Vegas           | États-Unis     | MGM Grand Garden Arena           | 10,171 / 10,171 | $1,251,970  |
| 26 août 2007       | San Diego           | États-Unis     | Cox Arena at Aztec Bowl          |                 |             |
| 28 août 2007       | Fresno              | États-Unis     | Save Mart Center                 |                 |             |
| 30 août 2007       | Stateline           | États-Unis     | Harveys Outdoor Arena            |                 |             |
| 31 août 2007       | Oakland             | États-Unis     | Oracle Arena                     | 9,882 / 13,404  | $905,642    |
| 1er septembre 2007 | Anaheim             | États-Unis     | Honda Center                     |                 |             |
| 2 septembre 2007   | Los Angeles         | États-Unis     | Staples Center                   | 11,664 / 13,797 | $1,301,488  |
| 7 septembre 2007   | Vancouver           | Canada         | General Motors Place             |                 |             |
| 8 septembre 2007   | Portland            | États-Unis     | Rose Garden                      |                 |             |
| 10 septembre 2007  | Boise               | États-Unis     | Taco Bell Arena                  |                 |             |
| 11 septembre 2007  | Spokane             | États-Unis     | Spokane Veterans Memorial Arena  |                 |             |
| 13 septembre 2007  | Edmonton            | Canada         | Rexall Place                     |                 |             |
| 14 septembre 2007  | Saskatoon           | Canada         | Credit Union Centre              |                 |             |
| 15 septembre 2007  | Winnipeg            | Canada         | MTS Centre                       |                 |             |
| Europe             |                     |                |                                  |                 |             |
| 17 octobre 2007    | Moscou              | Russie         | Olimpiysky                       |                 |             |
| Afrique            |                     |                |                                  |                 |             |
| 20 octobre 2007    | Addis-Abeba         | Éthiopie       | Millennium Hall                  |                 |             |
| Europe             |                     |                |                                  |                 |             |
| 22 octobre 2007    | Cluj-Napoca         | Roumanie       | Stadionul Ion Moina              |                 |             |
| Asie               |                     |                |                                  |                 |             |
| 27 octobre 2007    | Bombay              | Inde           | MMRDA Grounds                    |                 |             |
| 30 octobre 2007    | Bangkok             | Thaïlande      | Impact Arena                     |                 |             |
| 1er novembre 2007  | Jakarta             | Indonésie      | JITEC Arena                      |                 |             |
| 3 novembre 2007    | Cotai Strip         | Macao          | Venetian Arena                   |                 |             |
| 5 novembre 2007    | Shanghai            | Chine          | Shanghai Indoor Stadium          |                 |             |
| 7 novembre 2007    | Taguig              | Philippines    | Fort Bonifacio                   |                 |             |
| 9 novembre 2007    | Séoul               | Corée du Sud   | Olympic Gymnastics Arena         |                 |             |
| 10 novembre 2007   | Séoul               | Corée du Sud   | Olympic Gymnastics Arena         |                 |             |
| 12 novembre 2007   | Taipei              | Taïwan         | Zhongshan Soccer Stadium         |                 |             |